# Matías Manrique
Matías Eduardo Manrique (Mendoza, 1 de noviembre de 1980) es un exfutbolista argentino, que jugaba como defensor central.
Manrique inició su carrera en el 2001 jugando para Independiente. Luego pasó a Arsenal de Sarandí entre 2002 y 2004, para luego retornar a Independiente.
En 2006 Manrique se unió a Danubio, de Uruguay, para luego pasar, en 2007, a Peñarol, donde fue parte del equipo que obtuvo el título del Torneo Clausura 2008. A principios de 2010 pasó a Ñublense. Luego en el 2011 pasa a Leonardo Murialdo para jugar el Torneo del Interior 2011. En julio de 2012, pasa a Andes Talleres para jugar nuevamente un torneo Federal.

## Clubes
| Club              | País      | Año         |
| ----------------- | --------- | ----------- |
| Independiente     | Argentina | 2000 - 2002 |
| Arsenal           | Argentina | 2002 - 2004 |
| Independiente     | Argentina | 2004 - 2005 |
| Danubio           | Uruguay   | 2006        |
| Peñarol           | Uruguay   | 2007 - 2008 |
| Huracán           | Argentina | 2008 - 2009 |
| Ñublense          | Chile     | 2010- 2011  |
| Leonardo Murialdo | Argentina | 2011        |
| Andes Talleres    | Argentina | 2012 - 2013 |
| Leonardo Murialdo | Argentina | 2013 - 2014 |
| Deportivo Maipú   | Argentina | 2014 - 2015 |